# شابونیر (ایلینوی)
شابونیر (به انگلیسی: Shobonier) یک منطقهٔ مسکونی در ایالات متحده آمریکا است که در شهرستان فایتی، ایلینوی واقع شده‌است.